# 上水口萌乃香
上水口 萌乃香（かみなぐち ほのか、1999年5月16日 - ）は、日本のタレント。女性アイドルグループ・ハープスター、X21の元メンバーである。
鹿児島県出身。オスカープロモーション、株式会社CLUSTAR.を経て、現在フリー。

## 略歴

### 子役時代
幼少期より、再現VTRや広告モデルなどで子役として活動。

### オスカー所属時代
2012年8月に開催された『第13回全日本国民的美少女コンテスト』でマルチメディア賞を受賞。ファイナリストを中心に結成された「X21」に加入しデビュー。
2018年11月30日、X21のグループ解散およびオスカープロモーションを退社。

### CLUSTAR.所属時代
2019年、『平成ラストアイドルオーディション』に応募し、同年3月31日、7人組アイドルグループ「ハープスター」を結成、リーダーを務める。同年10月25日に「銀河タピオカ 板橋店」をオープンし、店長を務める。
2019年4月、株式会社リトルワールドが主催する、いちごのPRレディ「ミスいちご」の4期メンバー「ミスいちご2020」に、応募総数4000名の中から選出された。同期メンバーには富本愛琉、吉橋亜理砂、工藤萌香がいる。

2020年1月、日本テレビ系列『DASADA』に女子高生役でドラマ初出演。同年3月10日、ハープスターを卒業。

### フリー時代
2020年4月、日本テレビ系列『FAKE MOTION -卓球の王将-』にアキ役でフリー転身後ドラマ初出演。
2020年9月5日、同年9月22日に開催する自己プロデュースイベントをもって芸能活動を休止することを、公式ブログにて発表。尚、SNSや配信などを通じてファンとのコミュニティは継続している。
2022年3月19日、大学を卒業。

## 人物
- 自他共に認めるアイドルヲタク。
- 特に好きなアイドルは、ももクロ、℃-ute、鈴木愛理。ももクロの中では主に佐々木彩夏推しである[11]。
- 初めて好きになったアイドルは、板野友美。
- 家族は両親、双子の弟と妹の5人家族。妹はタレントの上水口姫香[12]。
- 好きな食べ物はいちご、シュークリーム、明太子、砂肝、とろろ、ジンギスカン。

## 出演

### テレビドラマ
- DASADA 第2話・第8話・第10話（2020年1月 - 3月、日本テレビ） - 女子高生 役
- FAKE MOTION -卓球の王将-（2020年4月 - 5月、日本テレビ） - アキ 役

### テレビ番組
- いつ見ても波瀾万丈（1999年、日本テレビ） - 再現VTR出演
- 世界の怖い夜 サンタも絶叫SP（2013年12月21日、TBS） - ゲスト出演

### ラジオ
- X21 午前1時のシンデレラ（2013年4月5日 - 2014年3月28日、文化放送）
- X21 吉本実憂カラフルボックス（2013年4月6日 - 2016年9月24日、ラジオ日本）
- DJ Tomoaki's Radio Show!（2020年4月9日、下北FM） - アシスタントMC
- さくらすてーじ（2020年4月18日、渋谷クロスFM） - ゲスト出演

### イベント
- TOKYO IDOL FESTIVAL2019「スナックうめ子」（2019年8月2日）[11]

### CM
- 日産セレナ（2003年）

### 広告
- ECCジュニア（2006年） - 広告パンフレットモデル
- ベルリッツ・キッズこども英会話（2006年） - カタログモデル
- 晴れ着の丸昌（2007年） - 七五三カタログモデル
- ミスいちご2020（2019年）[13]

## 受賞歴

### ミス・コンテスト
- 2019年度
  - ミスいちご2020 グランプリ[5][6][7]